# ایکس-ان-ایسارت
ایکس-ان-ایسارت (به فرانسوی: Aix-en-Issart) یک کمون در فرانسه است که در پا-دو-کاله واقع شده‌است.

## خصوصیات
ایکس-ان-ایسارت ۱۰٫۱ کیلومترمربع مساحت و ۲۸۱ نفر جمعیت دارد و ۲۲ متر بالاتر از سطح دریا واقع شده‌است.